# 風戸晴子
風戸　晴子（かざと　はるこ、1981年6月5日 -）は愛媛県宇和島市出身の日本の柔道家。現役時代は70kg級の選手。身長165cm。得意技は内股。

## 人物
柔道は7歳の時に始めた。小学校6年生の時には｢愛媛のYAWARAちゃん｣としてテレビに取り上げられたこともあった。城北中学3年の時には全国中学校柔道大会56kg超級決勝で淑徳中学2年の岩田千絵に敗れた。宇和島東高校1年の時に全国高校選手権70kg級で2位になると、3年の時には全日本ジュニアで優勝を飾った。
2000年に帝京大学へ進学すると、1年の時には全国女子体重別でコマツの天尾美貴を破って優勝を果たした。アジアジュニアでも優勝した。福岡国際では3位だったが、オーストリア国際では優勝を飾った。2年の時には福岡国際で決勝まで進むが、アトランタオリンピックで優勝したベルギーのウラ・ウェルブルックに敗れて2位だった。3年の時には体重別で世界チャンピオンである三井住友海上の上野雅恵を大内返で破って優勝すると、全国女子体重別でも天尾を破って2年ぶり2度目の優勝を飾った。世界学生では3位だった。4年の時には無差別で争われる全日本選手権に出場すると、準決勝で東海大学の塚田真希に横四方固で敗れるが3位となった。2004年には綜合警備保障に入社すると、講道館杯で3位となった。その後愛媛県警所属となり、2008年の全国警察柔道選手権大会63kg超級では決勝で兵庫県警の堀江久美子に敗れ、2位となった。

## 主な戦績
- 1996年　-　全国中学校柔道大会　2位(56kg超級)
- 1998年　-　全国高校選手権　2位
- 1999年　- 全日本ジュニア　優勝
- 2000年　- フランスジュニア国際　優勝
- 2000年　- 全日本学生柔道優勝大会　2位
- 2000年　- 学生体重別　2位
- 2000年　- 全日本ジュニア　3位
- 2000年　- 全国女子体重別　優勝
- 2000年　- アジアジュニア　優勝
- 2000年　- 福岡国際　3位
- 2001年　- オーストリア国際　優勝
- 2001年　- 全日本学生柔道優勝大会　2位
- 2001年　- 学生体重別　3位
- 2001年　- 全国女子体重別　3位
- 2001年　- 福岡国際　2位
- 2001年　- 韓国国際　2位
- 2002年　-　体重別　優勝
- 2002年　- 学生体重別　優勝
- 2002年　- 全国女子体重別　優勝
- 2002年　- 世界学生　3位
- 2003年　-　全日本選手権　3位
- 2003年　- 体重別　3位
- 2004年　- 講道館杯　3位
- 2008年　- 全国警察柔道選手権大会 2位(63kg超級)
- 2009年　- 全国警察柔道選手権大会 3位(63kg級)

(出典、JudoInside.com)